# Verdrag van Chaguaramas
Het Verdrag van Chaguaramas is het oprichtingsverdrag van de Caribische Gemeenschap en Gemeenschappelijke Markt (Caricom). Het werd op 4 juli 1973 in Chaguaramas, Trinidad en Tobago, ondertekend door Barbados, Guyana, Jamaica en Trinidad en Tobago en trad in werking op 1 augustus 1973. Het verdrag verving per 1 mei 1974 de Caribische Vrijhandelsassociatie (Caribbean Free Trade Association; CFTA). Het Herziene Verdrag van Chaguaramas werd in 2001 ondertekend en creëerde de Caricom Interne Markt en Economie (CSME). Naast economische kwesties wordt buitenlands beleid en functionele samenwerking gecoördineerd.
Het Caribbean Regional Information and Translation Institute (CRITI) leverde in 2013 de Nederlandse vertaling van het verdrag op en in 2016 de vertaling in het Frans.

## Caricom Dag
De Caricom Dag wordt op de eerste maandag van juli in Guyana gevierd om de ondertekening van dit verdrag te herdenken. In Cuba wordt op 8 december de CARICOM-Cuba-dag gevierd om de diplomatieke banden tussen de Caricom en Cuba te vieren.